# 록히드 MC-130

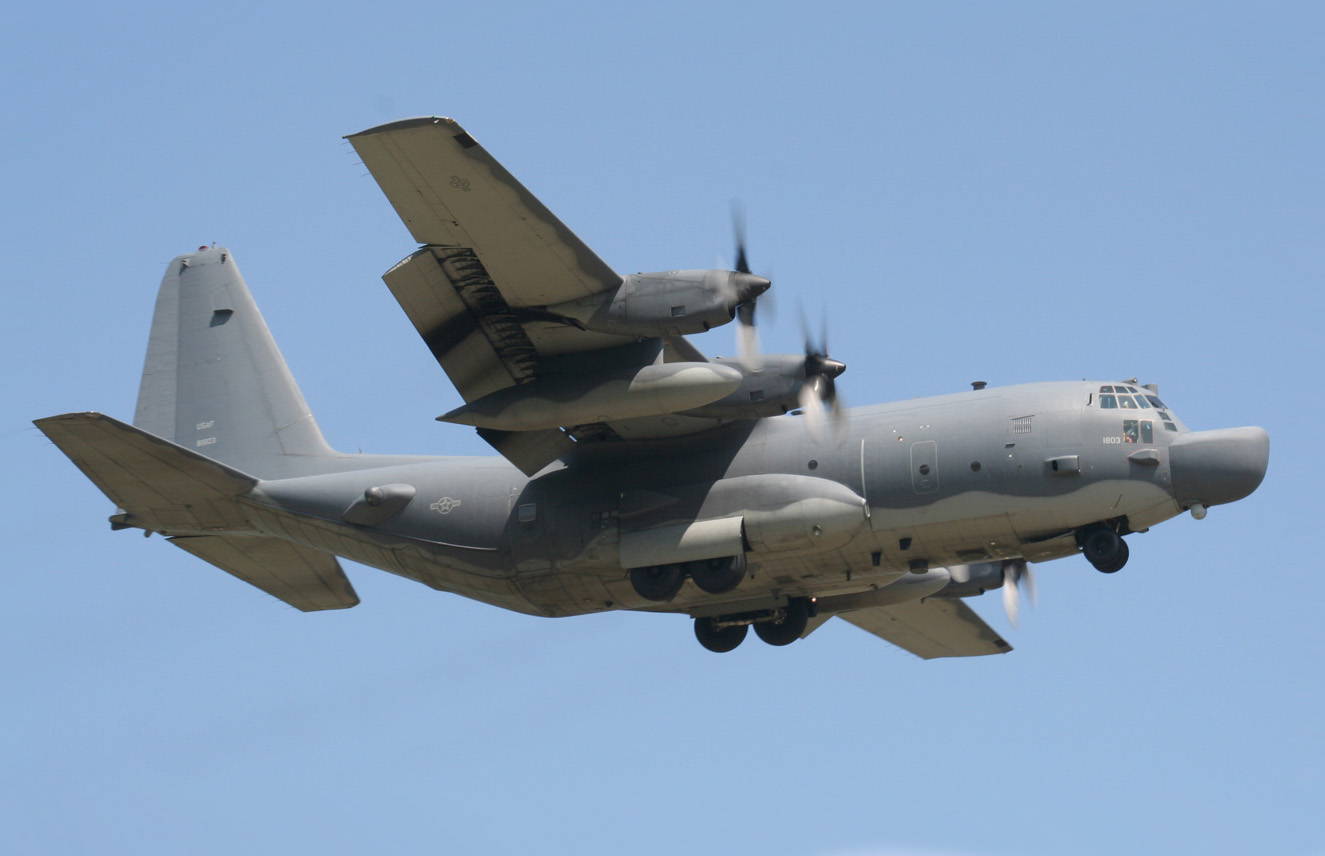
MC-130H Combat Talon II

록히드 MC-130(Lockheed MC-130)은 공군특수작전사령부(AFSOC)가 운영하는 특수 임무 항공기 계열이다.
다음으로 구성되어 있다:
- 운영 중
  - MC-130H Combat Talon II
  - MC-130J Commando II
- 퇴역
  - MC-130E Combat Talon I
  - MC-130P Combat Shadow
  - MC-130W Combat/Dragon Spear

## 도입 시기
- MC-130E: 1966[1]
- MC-130P: 1986
- MC-130H: 1991
- MC-130W: 2006
- MC-130J: 2012

## 운영 소실
1967년부터 2005년 사이 9대의 MC-130 항공기가 운영 중 파괴되었으며, 이 중 2대는 베트남전에서 파괴되어 68명의 승무원과 승객이 사망하였다:
- C-130E(I) / MC-130E Combat Talon I – 4명
- MC-130H Combat Talon II – 4명
- MC-130P Combat Shadow – 1명

## 같이 보기
- 록히드 HC-130
- 록히드 마틴 KC-130
- 록히드 AC-130